# U'u
Le U'u est une massue de guerre des îles Marquises.

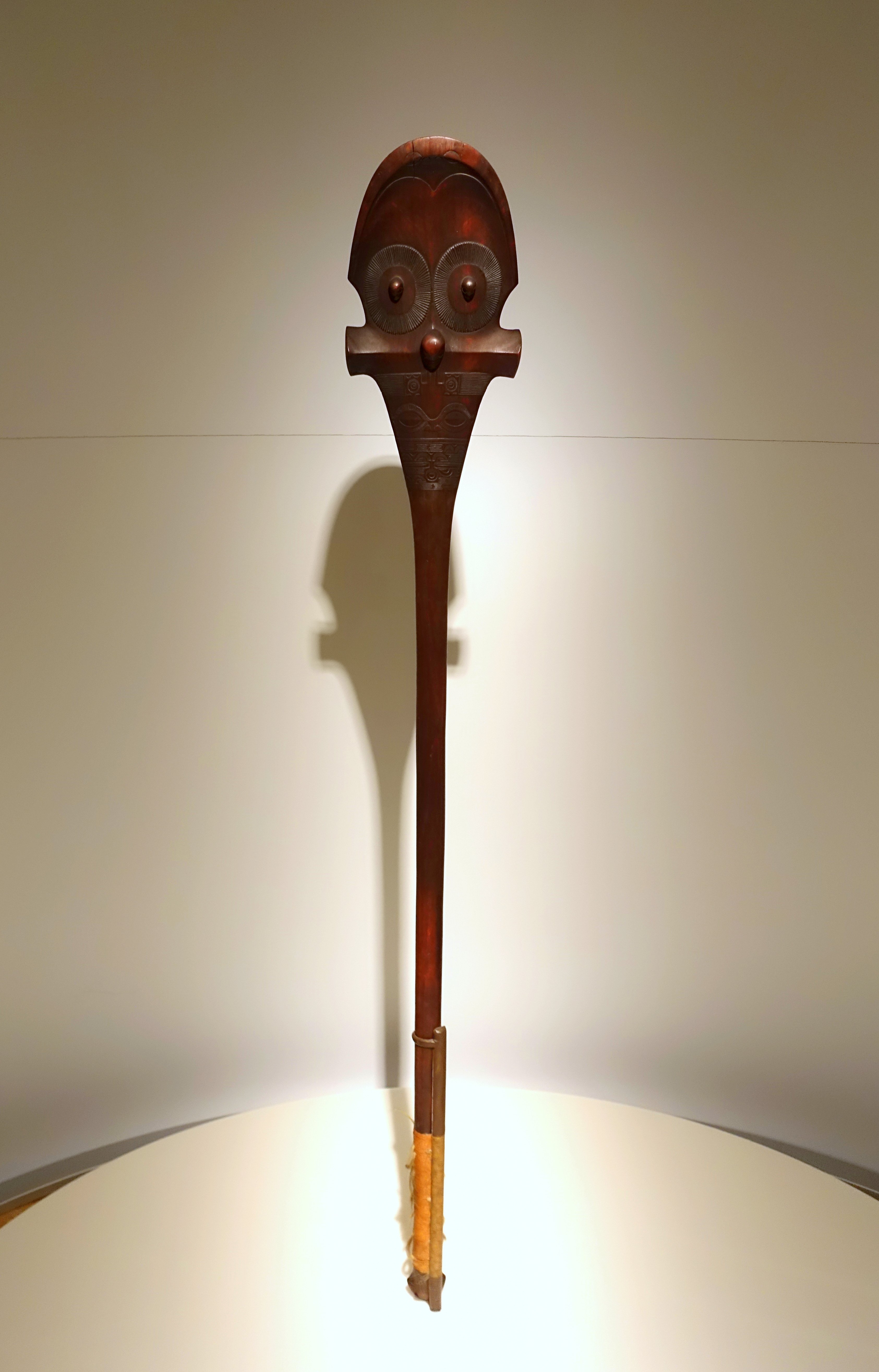
Massue u'u des îles Marquises.

## Caractéristiques
Taillé dans du bois de fer, sa forme très particulière et sa grande taille le distinguent des autres casse-têtes du Pacifique. Il était réservé à une caste de guerriers qui louaient leurs services aux tribus alliées. On pense qu'il devait au moins arriver aux aisselles de son possesseur. La tête de frappe, bien qu'identique en apparence, était toujours très richement sculptée, et elle était une œuvre unique aux dessins de lézards, aux figures humaines et aux motifs de tatouages. On laissait les U'u dans un champ de taro où ils prenaient leur couleur noire, et on les enduisait ensuite d’huile de coco.

## Galerie

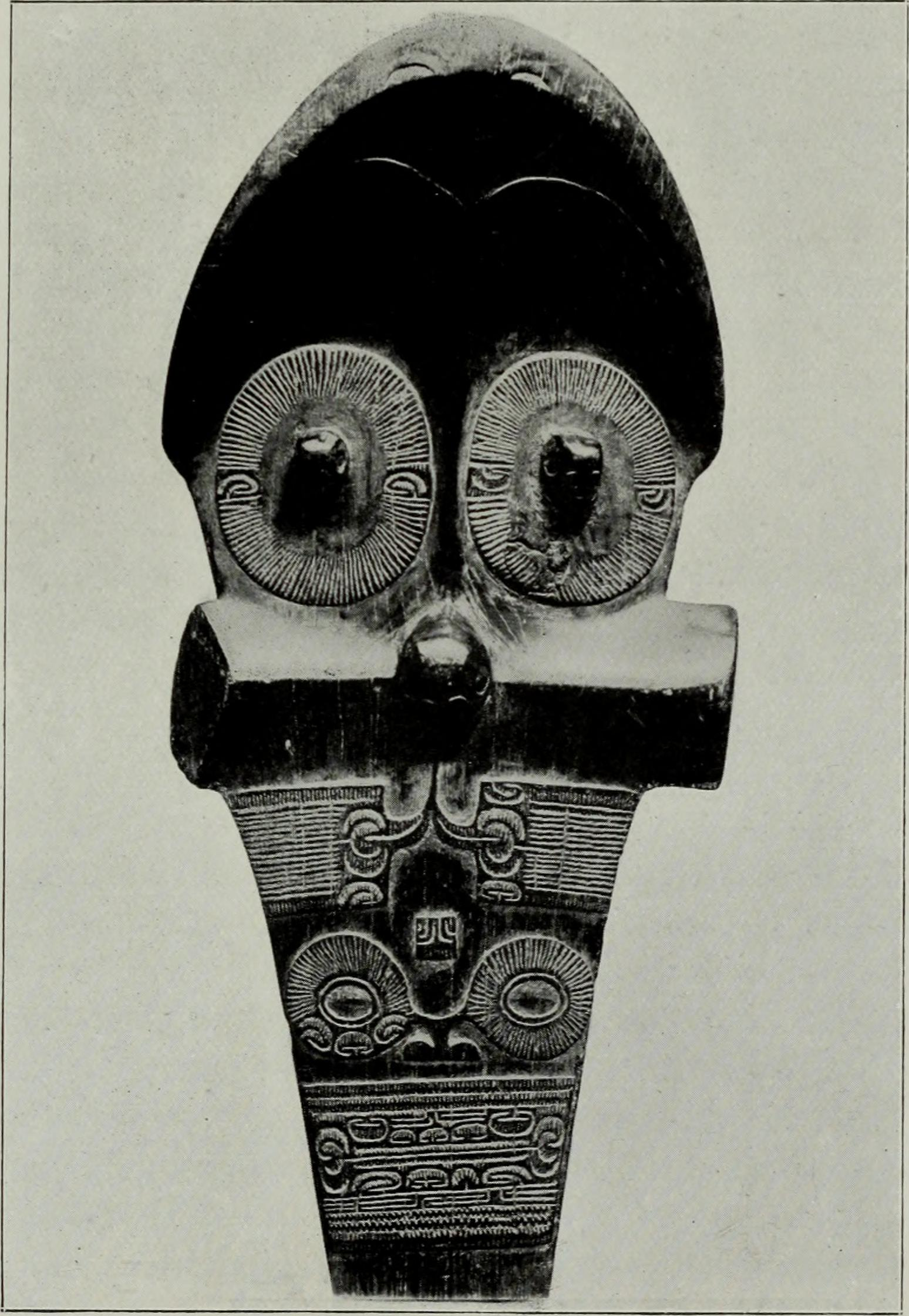
Tête de frappe d'un u'u.
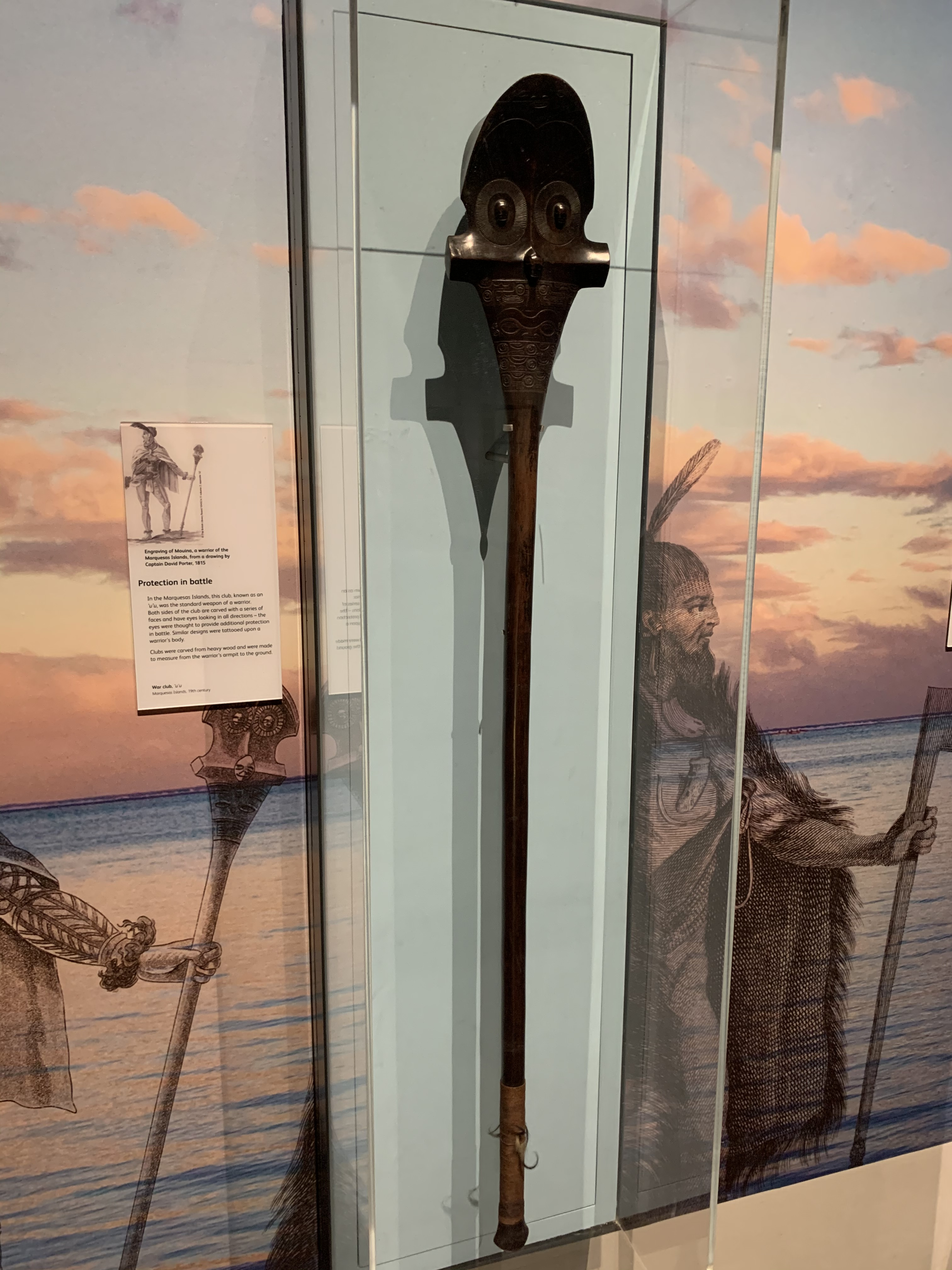
Massue de guerre u'u exposée au Musée national d'Écosse, Edinbourg.
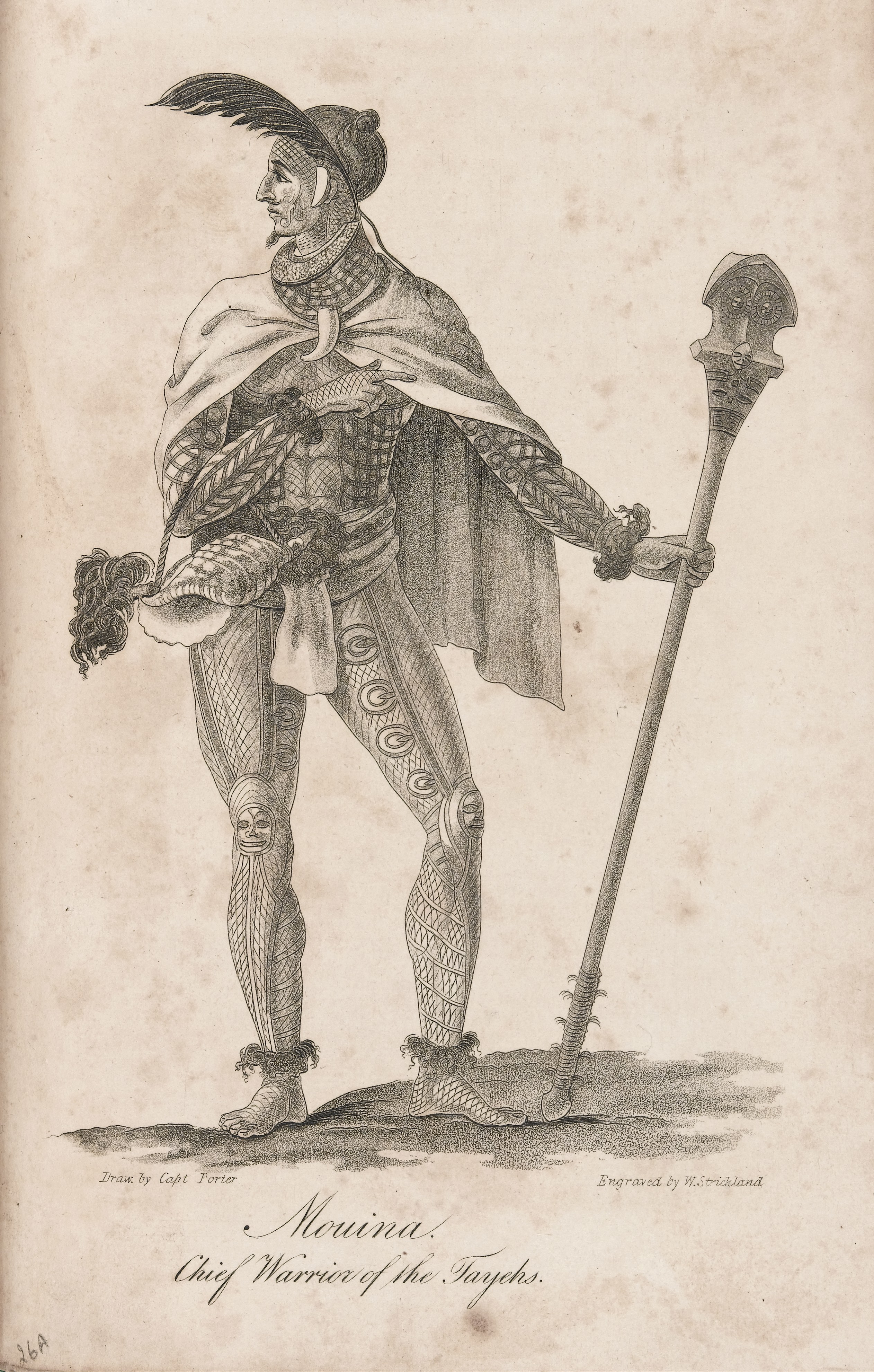
Mwina, ariki nui (chef de clan) et son u'u.
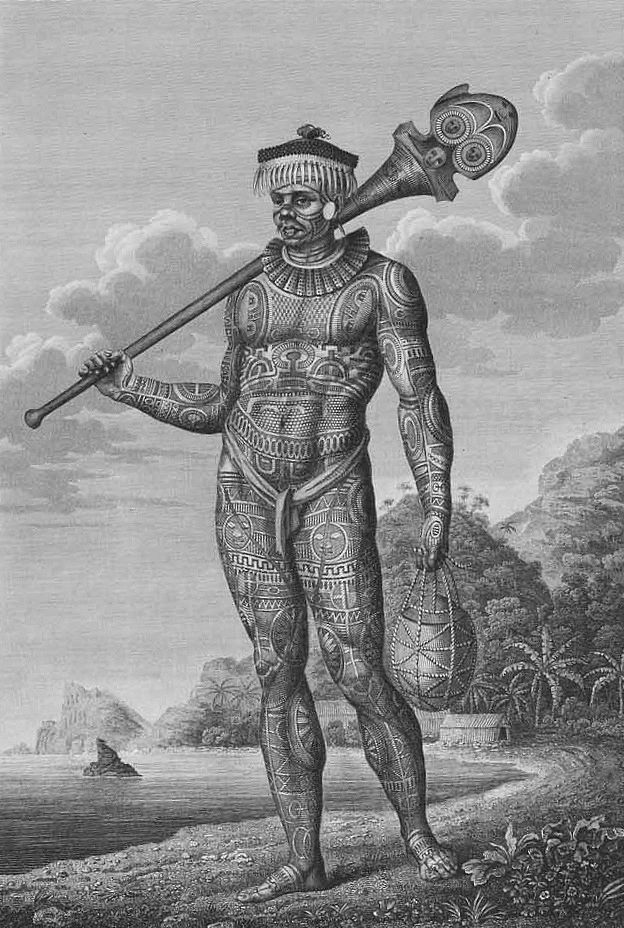
Guerrier de Nuku Hiva tatoué et portant son u'u.
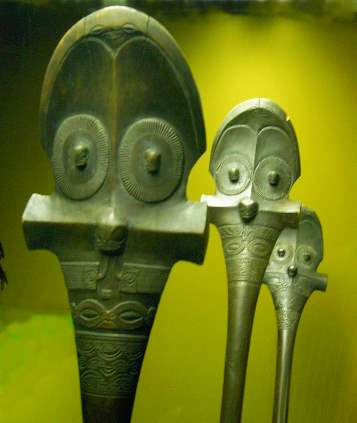
Exemples de u'u.